# فارمینگتن، میسیسیپی
فارمینگتن (به انگلیسی: Farmington) شهرکی در ایالت میسیسیپی کشور ایالات متحده آمریکا است که جمعیت آن در سرشماری سال ۲۰۱۰ میلادی، ۲٬۱۸۶
نفر بوده‌است.